# Équipe de Belgique de football aux Jeux olympiques de 1900
L'équipe de Belgique de football participe au premier tournoi de football aux Jeux olympiques lors de l'édition de 1900 qui se tient à Paris, en France du 20 septembre 1900 au 23 septembre 1900. L'équipe belge est formée par la fédération athlétique universitaire belge, ancêtre de la Fédération Sportive Universitaire Belge (FSUB), il s'agit d'une équipe mixte composée de joueurs universitaires et d'une sélection issue de différents clubs qui sera médaillée de bronze a posteriori, par le Comité international olympique.

## Photo

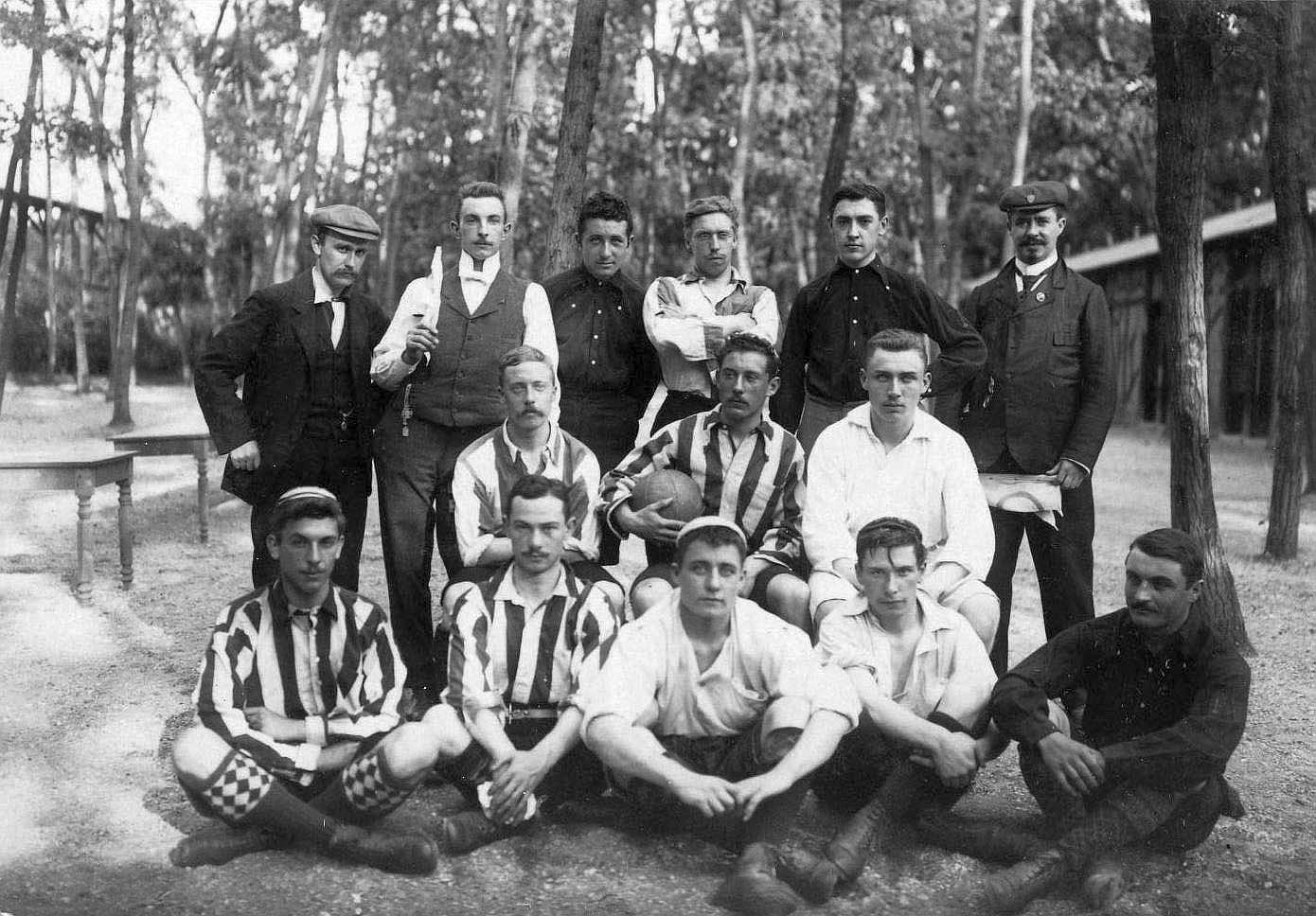
Photo de l'équipe belge

## Match
| Dimanche 23 septembre                    | Dimanche 23 septembre | Dimanche 23 septembre | Dimanche 23 septembre | Dimanche 23 septembre                     | Dimanche 23 septembre        |
| ---------------------------------------- | --------------------- | --------------------- | --------------------- | ----------------------------------------- | ---------------------------- |
| Club français                            | 6                     | -                     | 2                     | Fédération Athlétique Universitaire Belge | (1500 spectateurs) John Wood |
| Gaston Peltier (autres buteurs inconnus) |                       |                       |                       | Spanoghe, van Heuckelum                   |                              |

## Effectif
| Belgique Fédération Athlétique Universitaire Belge Marcel Leboutte (R Spa FC) Raul Kelecom (RFC Liège) Ernest Moreau de Melen (RFC Liège) Alphonse Renier (Racing Club de Bruxelles) Gustave Pelgrims (Léopold Football Club) (capitaine) Eugène Neefs (SC Louvain) Eric Thornton (Léopold Football Club) (joueur anglais) Hendrik "Henk" van Heukelum (Léopold Football Club) (joueur néerlandais) Hilaire Spanoghe (Skill FC de Bruxelles) Albert Delbecque (Skill FC de Bruxelles) Lucien Londot (RFC Liège) Camille Van Hoorden (Racing Club de Bruxelles) (réserve) |